# Kimar, Syria
Kimar (tiếng Ả Rập: كيمار) là một ngôi làng ở phía bắc Syria, một phần hành chính của quận Afrin của tỉnh Aleppo, nằm ở phía tây bắc Aleppo. Theo Cục Thống kê Trung ương Syria (CBS), nó có dân số 660 trong cuộc điều tra dân số năm 2004.